# Joaquim Cunha
Joaquim Cunha – portugalski rugbysta, jednokrotny reprezentant Portugalii w rugby union mężczyzn. Jego jedynym meczem w reprezentacji było spotkanie z Marokiem, które zostało rozegrane 20 kwietnia 1969 w Casablance.